# برتیل نوردنخولد
برتیل نوردنخولد (سوئدی: Bertil Nordenskjöld؛ ۲۴ مه ۱۸۹۱ – ۱۷ مارس ۱۹۷۵) بازیکن فوتبال اهل سوئد بود.
از باشگاه‌هایی که در آن بازی کرده‌است می‌توان به باشگاه فوتبال دیورگاردن اشاره کرد.
وی همچنین در تیم ملی فوتبال سوئد بازی کرده‌است.